# Sovjetsko-japanski pogranični sukobi
Sovjetsko-japanski pogranični sukobi (1938./1939.) posljedica su usmjeravanja vojnog zanimanja Japana, nakon okupacije Mandžukua i Koreje, prema granicama SSSRa. Sukobi između Japanaca i Sovjeta bili su česti na granici s Mandžurijom.
Ovi sovjetsko-japanski pogranični sukobi, ili neobjavljeni pogranični rat, bili su uvod u nadolazeći Drugi svjetski rat, slično kao što je to u Europi bio Španjolski građanski rat (i niz drugih konflikata).
Još 1934. Mongolija i SSSR, zabrinuti zbog sve veće vojne prisutnosti Japana u Mandžuriji i Unutarnjoj Mongoliji sklopile su desetogodišnji sporazum o prijateljstvu koji je sadržavao i uzajamni obrambeni protokol.

## Bitka na jezeru Hasan
Ova bitka, vođena od 29. srpnja do 11. kolovoza 1938., u Japanu i Kini poznata pod imenom Džangkufeng Šiđian bio je vojni upad Japana iz Mandžukua na teritorij Sovjetskog saveza. Ovaj upad Japan je zasnivao na uvjerenju, da je Sovjetski Savez krivo interpretirao razgraničenje s Mandžurijom temeljeno na Pekinškom sporazumu između carske Rusije i kineske Dinastije Ćing koji je sadržavao i sporazum o razgraničenju. Štoviše, vjerovali su da se o tome mogu dogovoriti sa Sovjetima. No, kada su japanske snage upale na teritorij SSSRa u području jezera Hasan (tromeđa Mandžurije, Koreje i SSSRa, oko 130 km jugozapadno od Vladivostoka), jedinice Crvene armije uspješno su ih odbile i zaključeno je primirje.

## Bitka kod rijeke Halhin Gol
Poraz na jezeru Hasan nije umanjio japanske aspiracije na sovjetski teritorij. U svibnju 1939. sukobljavaju se mongolska i mandžukuovska konjica, ovaj put istočno od rijeke Halhin Gol, a Mongoli se povlače preko rijeke. No, sukladno ranije sklopljenom sporazumu o uzajamnoj obrani, na području su bile raspoređene sovjetske snage. Kako se eskalacija činila neizbježnom, tijekom lipnja obje strane pojačavaju snage, tako da su 1. lipnja Japanci imali 38.000, dok su mješovite mongolsko-sovjetske snage imale 12.500 vojnika. Japanci su prešli rijeku, no nakon tri dana borbi, bili su prisiljeni povući se.
20. kolovoza Žukov pokrenuo je veliki napad praćen zračnim i artiljerijskim napadima, tako da su cjelokupne japanske snage utvrđene na tom području 23. opkoljene, a do 31. kolovoza uglavnom i uništene.
To je bila odlučujuća bitka u ovom nikad objavljenom ratu. Ovi sukobi ne smiju se povezivati s Japansko-Sovjetskim ratom 1945. godine, koji je SSSR objavio Japanu kao podršku Saveznicima u Drugom svjetskom ratu.  

## Sovjetsko-Japanski pakt o neutralnosti
Rezultat masivnog poraza Japana u bitci kod Halhin Gola bio je sporazum koji su u Moskvi 15. rujna 1939. potpisali SSSR, Mongolija i Japan. 
Još jedna posljedica ovog poraza bio je i Sovjetsko-Japanski pakt o neutralnosti koji je potpisan 13. travnja 1941. godine, slično Sovjetsko-Njemačkom paktu o nenapadanju.
Kasnije tijekom 1941. godine, nakon što je Njemačka napala SSSR (Operacija Barbarossa) na početku Velikog domovinskog rata kako se zvao u SSSRu, Japan je razmatrao prekid ovog sporazuma, no donijeta je odluka o nastavku pritiska na Jugoistočnu Aziju. Pod utiskom poraza kod Halhin Gola, Japan odllučuje ne pridružiti se Njemačkoj u bitci sa SSSRom, iako su i Njemačka i Japan potpisali Trojni pakt.
5. travnja 1945. Sovjetski Savez jednostrano otkazuje pakt o neutralnosti, objavljujući, da ga po njegovom isteku 13. travnja 1946. neće obnoviti. Četiri mjeseca kasnije, prije isticanja vremena na koji je pakt sklopljen, Sovjetski Savez objavljuje rat Japanu potpuno ga iznenadivši. Jedan sat nakon objave rata, počinje Sovjetska invazija na Mandžuriju. 